# Commissaire enquêteur en droit français
Le Commissaire enquêteur est en France une personne (homme ou femme) chargée d'une mission de service public : la conduite des enquêtes publiques imposées par la Loi. C'est un collaborateur occasionnel de l'État, indépendant et désintéressé de l'objet de l'enquête,,, désigné selon le type d'enquête par le président du Tribunal Administratif ou par le Préfet.

## Fonctions
Le commissaire enquêteur :
- figure dans une liste départementale établie chaque année par le Préfet, à la suite d'une candidature en préfecture et des décisions d'une commission présidée par le Président du Tribunal administratif du ressort ;
- n'est pas un expert, mais a été retenu notamment pour ses compétences ; Il est invité à se former par lui-même et peut bénéficier de formations générales ou thématiques organisées, par exemple, par (ou avec) les DREAL, par régions ;
- est nommée par décision du Président du tribunal administratif ou du Préfet pour mener dans un cadre légal une enquête publique portant sur un projet le plus souvent soit d'aménagement, soit de déclaration d'utilité publique ; Cette nomination peut être effectuée au sein d'une commission d'enquête regroupant un nombre impair de commissaires enquêteurs ;
- certifie préalablement au tribunal administratif ne pas avoir d’intérêt dans le projet soumis à l'enquête, à quelque titre que ce soit ;
- conduit alors cette enquête publique, en toute indépendance et, a priori, impartialité ;
- prend connaissance du dossier ;
- peut visiter les lieux concernés par l'enquête ;
- doit vérifier que l'annonce (publicité) de l'enquête a été faite correctement, selon la réglementation, afin d'assurer que l'information du public a bien été la plus large possible ;
- tient une ou plusieurs permanences en proximité, le plus souvent dans la (ou les) mairie(s) concernées, pendant la période d'ouverture d'enquête, pour recevoir directement le public ;
- enregistre les observations, du public durant l'enquête (un à deux mois) ;
- peut décider, s'il l'estime utile pour le bon déroulement de l'enquête :
  - préalablement à l'ouverture d'enquête, l'ajout de certains documents complémentaires ;
  - la tenue d'une réunion publique concernant uniquement l'objet de l'enquête et pendant la période d'ouverture d'enquête ;
  - une prolongation de l'ouverture d'enquête ;
- recueille toutes les observations, remarques, propositions et questions du public, oralement ou par écrit, soit dans un registre d'enquête publique mis à disposition dans la ou les mairie(s) du lieu d'enquête ou sur un site internet dédié (à la préfecture et/ou à la mairie) (registre dématérialisé), soit par lettre envoyée au commissaire enquêteur au siège de l'enquête ;
- doit faire preuve de qualité d'écoute et de synthèse ;
- utilise certaines techniques informatiques de l'information : Internet, messagerie électronique, etc. ;
- est tenu à un devoir de réserve lors de l'enquête et après celle-ci ;
- après clôture de l'enquête, écrit un rapport sur le déroulement de l'enquête où il analyse l'ensemble des observations recueillies ;
- motive ensuite son avis personnel et ses conclusions sur le projet : favorable, favorable avec condition(s) / réserve(s) ou défavorable ;
- peut suggérer toutes mesures de précaution ou de garantie (motivées) liées au projet et ne figurant pas dans le dossier du pétitionnaire.

## Qualités requises
Grâce à des aptitudes assez larges (techniques, juridiques et administratives), à un bon sens de l'écoute du public et de la conduite de réunion, à des qualités de rédaction synthétique, il doit être capable de contextualiser, comprendre et hiérarchiser les enjeux techniques, socio-économiques, politiques, environnementaux et sociaux, pour le présent et pour le proche avenir.
Il doit disposer d'une assez grande disponibilité pour préparer l'enquête, étudier pleinement le dossier, tenir les permanences, l'éventuelle réunion publique, rédiger son rapport et ses conclusions.
Il doit chercher à analyser et à comprendre les différents points de vue s'exprimant à propos des enjeux concernés par le dossier soumis à enquête.
Il peut le cas échéant, prendre les initiatives qu'il juge nécessaires pour permettre un débat contradictoire, éclairer ou clarifier le débat pour in fine rendre un avis clair, en toute indépendance.

## Indemnisation
Pour l'ensemble de sa mission, après rédaction du rapport et des conclusions, le commissaire enquêteur propose une indemnité établie notamment selon le temps passé ainsi que le remboursement de ses frais sur justification. Le tribunal administratif révise alors souverainement cette proposition, notamment en fonction de la difficulté de l'enquête, de la quantité et de la qualité du travail fourni, puis fixe juridiquement par ordonnance cette facture. Le demandeur de l'enquête doit alors en payer le montant.

## Contraintes générales

### Cadrage des missions
Au-delà des prescriptions le concernant inscrites dans le code de l'environnement, c'est surtout la Compagnie Nationale des Commissaires Enquêteurs (CNCE) qui complète le cadrage des missions du commissaire enquêteur, avec :
- Une code d'éthique et de déontologie[4] ;
- un "Guide de l'enquête publique"[5] ; Ce guide actualisé permet de mieux comprendre l'ensemble de la procédure d’enquête publique et son déroulement ;
- une adhésion en 2016 à la Charte de la participation du public[6],[7] ;
- la publication (trois numéros par an) d'un bulletin : "L'enquête publique".

Le commissaire enquêteur n'est pas un expert, mais il doit être « compétent » et « impartial ». Il peut pour cela demander des avis d'experts ou des pièces complémentaires au dossier. Il ne choisit pas les enquêtes qu'il traitera.
Dès que sa candidature est retenue sur une liste d'aptitude départementale validée par une « Commission départementale de nomination des commissaires enquêteurs » présidée par le président du Tribunal administratif du ressort ou un magistrat désigné par lui, il peut conduire des enquêtes publiques.
Cette même commission est chargée d'évaluer le travail fourni par les Commissaires de l'année écoulée.

### Limites
Le commissaire enquêteur ne donne qu'un avis. Les dossiers sont parfois complexes et très techniques.
La mission du commissaire enquêteur s'arrête après la clôture de l'enquête, lors de la remise de son rapport et de ses conclusions. Il ne peut interférer sur les suites données, même si ses recommandations ou les engagements du pétitionnaire en termes de mesures compensatoires ou conservatoires ou de précaution avant, pendant et après le chantier, ne sont pas suivies.
Le nombre de gens qui se déplacent pour lire le dossier d'enquête et déposer un avis est parfois peu important.
Certains[réf. nécessaire] déplorent une tendance à recruter des commissaires âgés, à la retraite ou près de la retraite, qui peuvent manquer de connaissance dans les domaines technologiques ayant bénéficié d’avancées récentes (nanotechnologies, biotechnologies, OGM, chimie..)  ou ayant des charges électives (maires ou adjoints, chargés de travaux…) qui peuvent faire craindre un manque d’indépendance. D'autres[réf. souhaitée] argueront que leur expérience professionnelle est précieuse, que leur âge est un gage de disponibilité en temps et que recruter des spécialistes de nouvelles technologies exposerait aussi au risque qu'ils soient "juges et parties". Un retraité n'est par ailleurs plus exposé aux éventuelles pressions d'un employeur.